# Campolongo al Torre
Campolongo al Torre (Cjamplunc in friulano) è un centro abitato del comune italiano di Campolongo Tapogliano, in provincia di Udine. Vi si trova il municipio.

## Storia
Fino al 2009 Campolongo costituiva comune autonomo. Venne fuso assieme al comune di Tapogliano, costituendo il nuovo comune di Campolongo Tapogliano, in seguito a un referendum, col quale (previo parere positivo del consiglio regionale) il 25 novembre 2007 i cittadini di Campolongo al Torre e Tapogliano si sono espressi a favore con l'85,47% dei voti.

### Simboli

Stemma del vecchio comune

Lo stemma municipale era stato concesso con regio decreto del 2 marzo 1931 — dopo la costituzione in un unico comune dei comuni di Campolongo e di Tapogliano, nuovamente divisi nel dopoguerra ed infine di nuovo riuniti nel 2009 — e poi, assieme al gonfalone, con DPR del 17 ottobre 1992. Si poteva blasonare: semipartito troncato: il 1º di azzurro, al pino marittimo al naturale, nodrito sulla pianura erbosa di verde; il 2º troncato di rosso e d'oro; il 3º di rosso, al Leone di San Marco d'oro, sostenuto dalla pianura diminuita di verde. Il gonfalone era un drappo di giallo.

## Monumenti e luoghi d'interesse
- Chiesa parrocchiale di San Giorgio

## Società

### Evoluzione demografica
Abitanti censiti nei vecchi confini comunali.

## Amministrazione

### Gemellaggi
- Montgiscard, dal 2005

## Galleria d'immagini

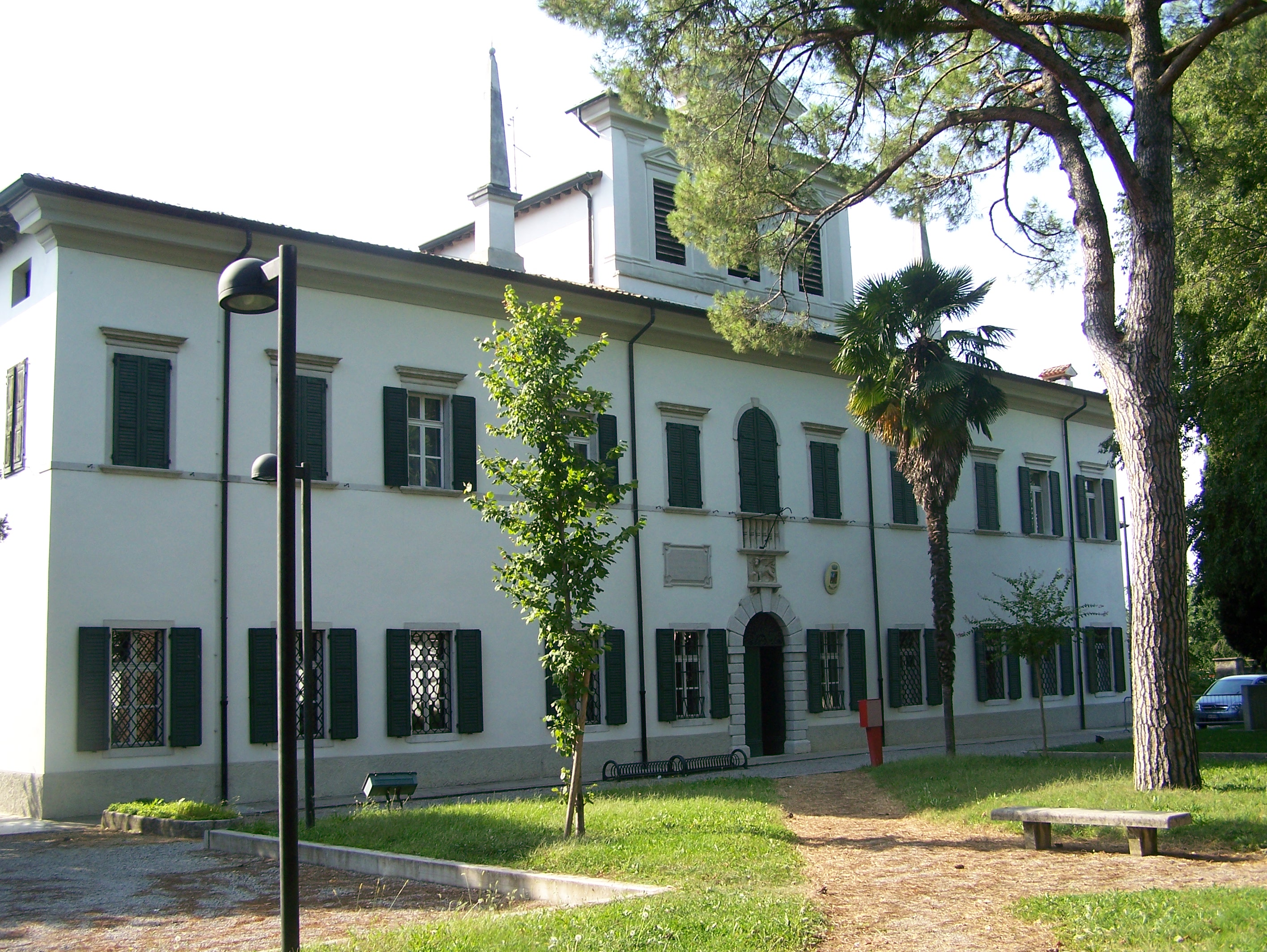
Villa Marcotti, costruita nel 1723 in stile veneto. Attualmente è il municipio
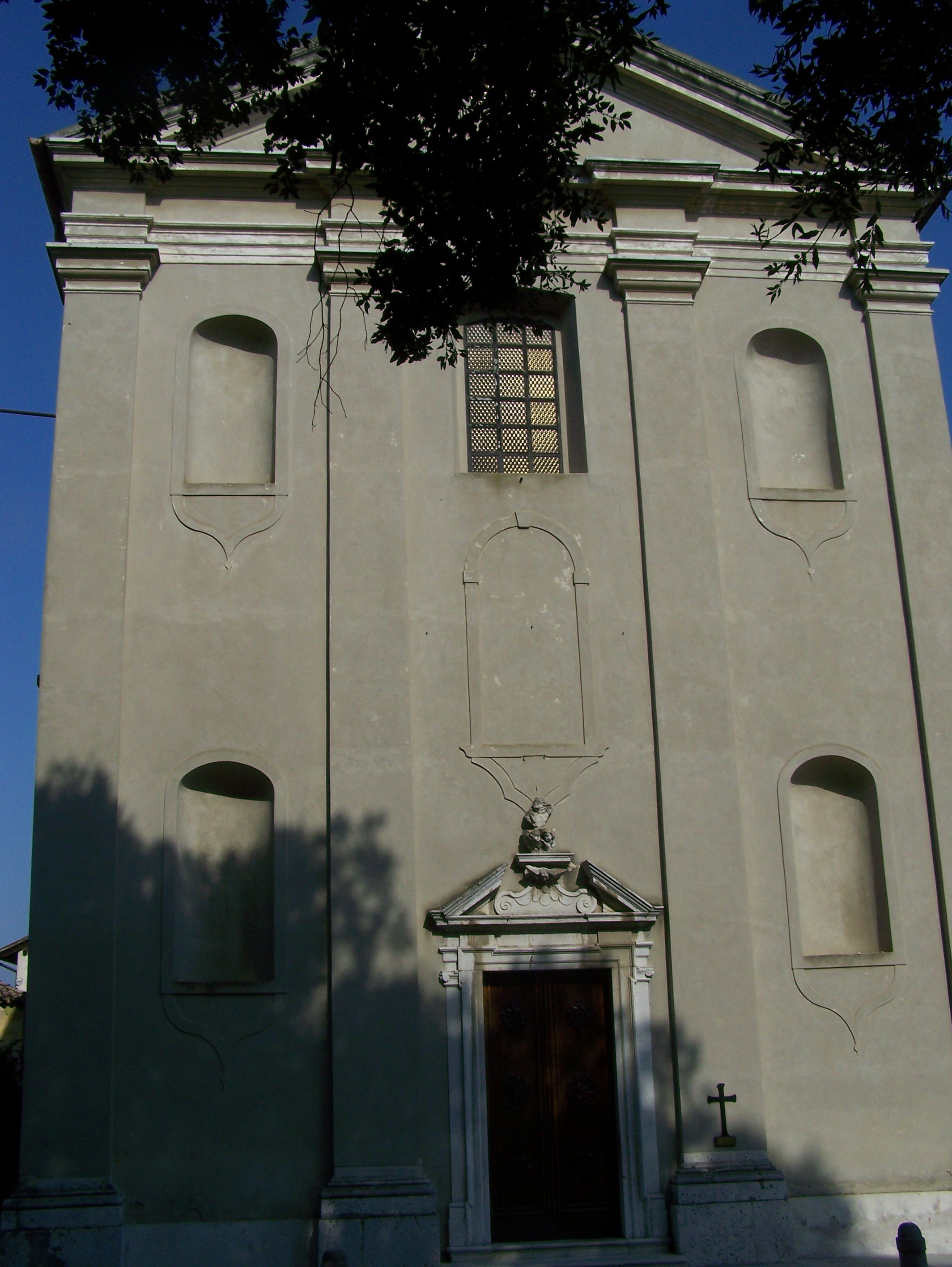
La chiesa parrocchiale di Campolongo, conclusa nel 1734, consacrata nel 1736.